# Trigrad
Trigrad (bulgariska: Триград) är ett distrikt i Bulgarien.   Det ligger i kommunen Obsjtina Devin i regionen Smoljan, i den sydvästra delen av landet, 150 km sydost om huvudstaden Sofia.
I omgivningarna runt Trigrad växer i huvudsak blandskog. Runt Trigrad är det ganska glesbefolkat, med 24 invånare per kvadratkilometer.